# Zotye International
Zotye ist ein aktueller Automobilhersteller aus Yongkang in der Volksrepublik China. Unter der Zotye Holding Group werden unter anderem auch Teile für die Automobilindustrie vertrieben.

## Unternehmensentwicklung

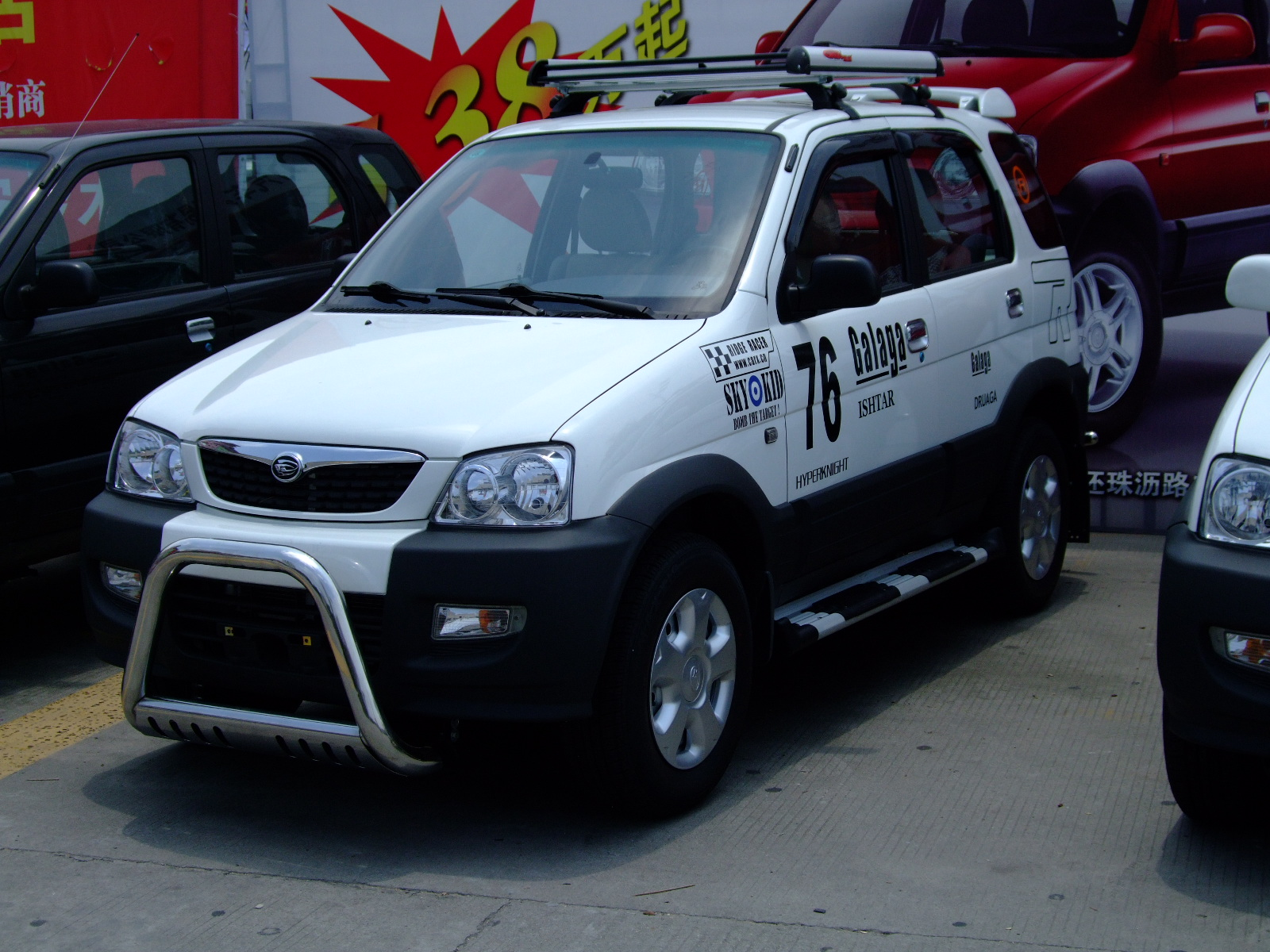
Zotye 2008
Zotye Nomad

Gegründet wurde Zotye International am 13. Januar 2005 durch die Zotye Holding Group mit dem Status einer GmbH. Die Zotye Holding Group beschäftigte sich bis dahin mit Importen aus dem Ausland. Hierbei wurden mit Unternehmen Verträge abgeschlossen um ökonomische und technologische Erzeugnisse auszutauschen um die Märkte für diese zu erschließen.
Die Handelsorganisation Zotye hatte sich bis 2005 auf fast allen Kontinenten einen Namen als zuverlässigen Partner gemacht. So konnte Zotye in insgesamt 10 Ländern Handelsniederlassungen errichten.
Mit der neu gegründeten Zotye International stieg das Unternehmen in die Herstellung von Automobilen ein. Auch die Produkte der Zotye Holding Group haben sich mit dieser Umstellung sehr auf die Automobilindustrie ausgelegt. Diverse Teile in diese Branchen befinden sich seither im Programm.
Das erste Modell der Marke ist ein kleiner Geländewagen. Mit seiner Karosserie erinnert der Zotye RV6400 sehr an den Dario Terios. Nach einer Bauzeit von zwei Jahren wurde der Name des Modells in Zotye 2008 geändert.
Der offizielle Umsatz der Zotye International betrug 2006 2,88 Mrd. Renminbi (ca. 290 Mio. €).
Im Jahre 2009 führte Zotye dann sein zweites Pkw-Modell auf dem chinesischen Markt ein, den Zotye Multiplan, welcher eine Weiterentwicklung des Fiat Multipla ist. Zur selben Zeit änderte Zotye auch sein Markenlogo. Der 2008 heißt für den Exportmarkt seither nun Zotye Nomad. Ab 2009 wurde der Nomad auch auf Sri Lanka von United Motors Lanka montiert.
Anschließend kaufte Zotye International dann die Zhangjiagang Jiangnan Automobile Manufacture auf, welche vollständig in das Unternehmen eingegliedert wurde. Der Kleinwagen von Jiangnan wird nun nach einem Facelift auch als Zotye JN AUTO angeboten. Ein Crossover auf Basis des 2008 etablierte der Hersteller dann im September 2009 und erhofft sich damit vor allem den Durchbruch auf dem Markt des Nahen Ostens. Lokal wird das Modell die Bezeichnung Zotye 5008 tragen, das Exportmodell hingegen wird als Zotye Nomad II angeboten. Doch trotz der großen Produktpalette möchte Zotye International im nächsten Jahr weitere Produkte auf dem Markt bringen. Zusammen mit der LUIS AG und der LUIS Motors GmbH bringt Zotye eine reine Elektroversion des 5008 seit Anfang 2010 auf dem europäischen Markt. Dem alten Fiat Albea ähnlich sehend erschienen im April 2010 die beiden neuen Modelle Zotye Langjun und Zotye Langjie. Entwickelt wurden diese in Zusammenarbeit mit der Fiat-Gruppe.
In den letzten Jahren ist der Autohersteller Zotye unter anderem auch durch seine dreisten Produktnachahmungen aufgefallen. Namentlich zu nennen sind in diesem Zusammenhang der Zotye SR7 (den Audi Q3 imitierend), der Zotye SR9 (den Porsche Macan imitierend), der Zotye T500 (den Audi Q5 imitierend), der Zotye Damai X5 (den VW Tiguan imitierend) sowie der Zotye Damai X7 (den VW CrossBlue Coupé concept imitierend). Offenbar ist es Volkswagen bislang nur unzureichend gelungen, Teile seiner Patent-, Gebrauchs- und Geschmacksmusterrechte vor chinesischen Gerichten geltend zu machen (Stand: Dez. 2016). Die genannten imitierten Modelle stammen allesamt aus dem Volkswagen-Konzern.
Ende Juni 2017 kündigte das Unternehmen an, eine neue Submarke unter dem Namen Traum einführen zu wollen. Bis 2019 wollte Traum acht SUV auf den Markt bringen. Mit dem Traum T70 wurde das erste Fahrzeug der Marke ab Januar 2018 in China verkauft. Die Verkäufe der Marke endeten jedoch im Oktober 2019. Lediglich von zwei Baureihen sind Verkäufe überliefert.
Im Dezember 2020 meldete der Mutterkonzern Tiniu Insolvenz an.

## Modelle des Herstellers
- D Series (Baugleich mit Fiat Doblo)
- L Series (Baugleich mit Lancia Lybra als Stufenhecklimousine, Kombi sowie eine modernisierte Eigenkreation)
- S Series (Baugleich mit aktuellen Fiat Strada)
- Z Series (Baugleich mit Hyundai Veracruz)
- Zotye A16
- Zotye B21
- Zotye Damai X5
- Zotye Damai X7
- Zotye 云100S
- Zotye E20
- Zotye E200
- Zotye E300
- Zotye EV10
- Zotye Lerio 5008/7008 EV
- Zotye M300
- Zotye SR7
- Zotye SR8
- Zotye SR9
- Zotye T100
- Zotye T200
- Zotye T300
- Zotye T500
- Zotye T600
- Zotye T700
- Zotye T800
- Zotye TS5
- Zotye Z100
- Zotye Z300
- Zotye Z360
- Zotye Z500
- Zotye Z560
- Zotye Z700
- Zotye Yun 100 EV
- Zotye Zhima E30
- Zotye Nomad

## ATVs
- Zotye ZT01-001
- Zotye ZT01-002
- Zotye ZT01-003
- Zotye ZT01-004

## Verkaufszahlen in China
Zwischen 2007 und 2020 sind in der Volksrepublik China insgesamt 1.899.886 Neuwagen von Zotye verkauft worden. Mit 328.875 Einheiten war 2016 das erfolgreichste Jahr.
| Jahr                             |      |  | Stück   |         |
| 2007                             | 2007 |  | 28.577  | 28.577  |
| 2008                             | 2008 |  | 53.491  | 53.491  |
| 2009                             | 2009 |  | 64.510  | 64.510  |
| 2010                             | 2010 |  | 99.773  | 99.773  |
| 2011                             | 2011 |  | 99.148  | 99.148  |
| 2012                             | 2012 |  | 85.644  | 85.644  |
| 2013                             | 2013 |  | 102.920 | 102.920 |
| 2014                             | 2014 |  | 149.925 | 149.925 |
| 2015                             | 2015 |  | 223.327 | 223.327 |
| 2016                             | 2016 |  | 328.875 | 328.875 |
| 2017                             | 2017 |  | 311.266 | 311.266 |
| 2018                             | 2018 |  | 232.409 | 232.409 |
| 2019                             | 2019 |  | 116.363 | 116.363 |
| 2020                             | 2020 |  | 3.658   | 3.658   |
| Verkaufszahlen in China, Quelle: |      |  |         |         |

## Quelle und Weblinks
- Website der Zotye International